# هايوود روز
هايوود روز (بالإنجليزية: Haywood Rose)‏ هو لاعب كرة قاعدة أمريكي، ولد في 1870 في ناشفيل في الولايات المتحدة، وتوفي في 7 يناير 1947 في شيكاغو في الولايات المتحدة.